# Blådaggsmossa
Blådaggsmossa (Saelania glaucescens) är en art av bladmossa som beskrevs av Viktor Ferdinand Brotherus 1894. Blådaggsmossa ingår i släktet Saelania och familjen Ditrichaceae. Arten förekommer i nearktis och palearktis och är reproducerande i Sverige. Inga underarter finns listade i Catalogue of Life.